# 21 luglio
Il 21 luglio è il 202º giorno del calendario gregoriano (il 203º negli anni bisestili). Mancano 163 giorni alla fine dell'anno.

## Eventi
- 356 a.C. – Il Tempio di Artemide a Efeso, una delle sette meraviglie del mondo, viene distrutto da un incendio doloso;
- 365 – Un maremoto causato dal più forte terremoto noto nel Mar Mediterraneo, stimato in una magnitudo 8.0 o superiore della scala Richter, colpisce il Mediterraneo sud-orientale e in particolare Creta e la città di Alessandria d'Egitto causando complessivamente circa 50000 morti;
- 369 – Un forte terremoto colpisce Benevento;
- 1342 – Luigi d'Angiò viene incoronato re d'Ungheria a Buda;
- 1568 – Guerra degli ottant'anni, battaglia di Jemmingen: l'esercito spagnolo di Fernando Álvarez de Toledo, duca d'Alba, sconfigge le forze di insorti olandesi di Luigi di Nassau;
- 1718 – Firma del Trattato di Passarowitz;
- 1773 – Papa Clemente XIV pubblica la lettera apostolica Dominus ac Redemptor con la quale scioglie la Compagnia di Gesù;
- 1774 – Russia e Impero ottomano firmano il Trattato di Küçük Kaynarca, ponendo fine alla guerra russo-turca (1768-1774);
- 1798 – Battaglia delle piramidi: l'esercito francese guidato da Napoleone Bonaparte sconfigge, nei pressi del Cairo, le forze dei neo-mamelucchi ponendo fine al loro secolare governo sull'Egitto;
- 1831 – Leopoldo di Sassonia-Coburgo diventa il primo re dei Belgi;
- 1832 – Con il Trattato di Costantinopoli, l'Impero ottomano accetta i termini della Convenzione di Londra e conseguentemente la Grecia diviene indipendente;
- 1858 – A Plombières, in Francia, si incontrano segretamente Cavour e Napoleone III: gli accordi che seguono portano alla seconda guerra d'indipendenza italiana;
- 1861 – Guerra di secessione americana, prima battaglia di Bull Run: a Manassas Junction (Virginia) inizia la prima grande battaglia della guerra, con una vittoria dei confederati;
- 1865 – Nella piazza del mercato di Springfield (Missouri), Wild Bill Hickok uccide Dave Tutt in quello che è considerato il primo vero regolamento di conti del West;
- 1866 – Terza guerra d'indipendenza italiana: nella battaglia di Bezzecca i volontari di Giuseppe Garibaldi fermano il tentativo di sfondamento austriaco;
- 1873 – Ad Adair (Iowa), Jesse James e la sua banda eseguono la prima rapina al treno del Selvaggio West, conquistando un bottino da 3.000 dollari;
- 1877 – Il giorno dopo gli scontri di Baltimora da parte dei lavoratori della Baltimore and Ohio Railroad e la morte di nove di loro per mano della milizia del Maryland, i lavoratori di Pittsburgh inscenano uno sciopero di solidarietà contro il quale interviene la milizia di Stato; a Pittsburgh scoppierà la rivolta diffusa;
- 1925 – Processo Scopes: a Dayton (Tennessee), l'insegnante di biologia John T. Scopes viene trovato "colpevole" di insegnamento in classe della teoria dell'evoluzione e multato di 100 dollari;
- 1927 – Germania: ad Adenau, Alfredo Binda vince il Campionato del mondo professionisti di ciclismo; dietro di lui si piazzeranno Costante Girardengo, Domenico Piemontesi e Gaetano Belloni;
- 1931 – La stazione di New York della CBS inizia la sua prima regolare programmazione settimanale di programmi televisivi;
- 1944
  - Seconda guerra mondiale, battaglia di Guam: le truppe americane sbarcano su Guam, dando inizio alla battaglia che finirà il 10 agosto successivo;
  - Il giorno dopo il complotto del 20 luglio, che mirava al suo assassinio, Adolf Hitler fa un annuncio alla radio tedesca, promettendo che «i conti verranno regolati»;
- 1954 – Prima guerra d'Indocina: la Conferenza di Ginevra divide il Vietnam in un Vietnam del Nord e un Vietnam del Sud;
- 1960 – Sirimavo Bandaranaike diventa la prima donna al mondo eletta a primo ministro nello Sri Lanka;
- 1961 – Programma Mercury: Gus Grissom, pilotando la capsula "Liberty Bell 7" della Mercury-Redstone 4, diventa il secondo statunitense a entrare in orbita attorno alla Terra;
- 1969 – Alle ore 02:56 UTC, Neil Armstrong diventa il primo essere umano a compiere un passo sulla Luna;
- 1970 – Dopo 11 anni di costruzione, la Diga di Assuan in Egitto viene completata;
- 1972 – A Belfast l'IRA fa esplodere 26 bombe in neanche un'ora uccidendo nove persone e ferendone centinaia: questo giorno è noto come Bloody Friday;
- 1973 – È lanciata l'undicesima sonda verso Marte, nell'ambito della missione russa Mars 4, che però non riuscirà a immettersi nell'orbita del pianeta;
- 1979 – Omicidio di Boris Giuliano per mano della mafia siciliana a Palermo;
- 1983 – Viene registrata nella base scientifica russa Vostok in Antartide la temperatura più bassa mai misurata sulla Terra, pari a -89,2 °C;
- 1995 – Terza crisi dello Stretto di Taiwan: l'Esercito Popolare di Liberazione della Cina inizia a sparare missili nelle acque a nord di Taiwan;
- 1997 – La USS Constitution, completamente restaurata, celebra il suo 200º compleanno, salpando per la prima volta in 116 anni;
- 2001 – Genova: durante lo svolgimento del G8, la Scuola Diaz viene assaltata violentemente da 275 agenti di polizia in tenuta antisommossa, provocando il ferimento di 63 delle 93 persone che dormivano all'interno dell'edificio;
- 2008 – Viene arrestato a Belgrado l'ex presidente della Repubblica Serba di Bosnia Radovan Karadžić, su mandato del Tribunale penale internazionale per l'ex-Jugoslavia;
- 2011 – Alle 5:57 a.m. EDT, atterra la navicella Atlantis per l'ultima volta nella storia del programma Space Shuttle;
- 2013 – Filippo del Belgio diviene il settimo Re dei Belgi a seguito dell'abdicazione di suo padre Alberto II del Belgio;
- 2022 – Mario Draghi si dimette facendo finire il suo governo e portando l’Italia alle elezioni.

## Nati
Ci sono circa 1 120 voci su persone nate il 21 luglio; vedi la pagina Nati il 21 luglio per un elenco descrittivo o la categoria Nati il 21 luglio per un indice alfabetico.

## Morti
Ci sono circa 480 voci su persone morte il 21 luglio; vedi la pagina Morti il 21 luglio per un elenco descrittivo o la categoria Morti il 21 luglio per un indice alfabetico.

## Feste e ricorrenze

### Civili
Nazionali:
- Belgio: Festa nazionale (1831 – insediamento di Leopoldo I, primo re dei Belgi)
- Bolivia: Giorno dei martiri
- Guam: Giorno della liberazione (1944)

### Religiose
Cristianesimo:
- San Lorenzo da Brindisi, sacerdote e dottore della Chiesa
- Sant'Alberico Crescitelli, missionario, martire
- Sant'Arbogaste di Strasburgo, vescovo
- San Daniele, profeta
- San Giovanni eremita
- San Giuseppe Wang Yumei, martire
- Santa Prassede di Roma, vergine e martire
- San Simeone di Emesa (o Salos), eremita
- San Vittore di Marsiglia, martire
- Beato Gabriele Pergaud, canonico regolare, martire
- Beato Giovanni de Las Varillas, mercedario
- Beato Giovanni de Zambrana, mercedario
- Beata Lucrecia García Solanas, martire

Religione romana antica e moderna:
- Lucarie, secondo e ultimo giorno.